# Talk About a Lady
Talk About a Lady – amerykański musical filmowy z 1946 w reżyserii George’a Shermana.

## Obsada
- Jinx Falkenburg jako Janie Clark
- Forrest Tucker jako Bart Manners
- Joe Besser jako Roly Q. Entwhistle
- Trudy Marshall jako Toni Marlowe
- Richard Lane jako Duke Randall
- Jimmy Little jako Buffalo
- Frank Sully jako Rocky Jordan
- Jack Davis jako Carleton Vane
- Robert Regent jako Arthur Harrison
- Mira McKinney jako Letitia Harrison
- Robin Raymond jako ‘Peaches’ Barkeley
- Stan Kenton jako dyrygent